# 马亚-德蒙卡尔
马亚-德蒙卡尔，是西班牙加泰罗尼亚赫罗纳省的一个市镇。总面积17平方公里，总人口335人（2001年），人口密度20人/平方公里。